# Untrinilium
Az untrinilium  a 130-as rendszámú, még fel nem fedezett kémiai elem ideiglenes neve. A természetben nem fordul elő, mesterségesen sem állították még elő. A transzaktinoidák közé tartozik, a g-blokk tizedik eleme. Várható atomtömege 346.
Vegyjele: Utn.
CAS-szám: 61969-72-0
Elektronok héjaként: 2, 8, 18, 32, 42, 18, 8, 2
Elektronszerkezet: Uuo 5g5 6f3 8s2 8p2.

## Fordítás
Ez a szócikk részben vagy egészben  az   Untrinilium című német Wikipédia-szócikk fordításán alapul.  Az eredeti cikk szerkesztőit annak laptörténete sorolja fel. Ez a jelzés csupán a megfogalmazás eredetét és a szerzői jogokat jelzi, nem szolgál a cikkben szereplő információk forrásmegjelöléseként.